# Lycosa insulana
Espèce
Synonymes
- Sosippus insulanus Bryant, 1923

Lycosa insulana est une espèce d'araignées aranéomorphes de la famille des Lycosidae.

## Distribution
Cette espèce est endémique de la Barbade.

## Description
La femelle holotype mesure 11 mm. Pour Brady, cet holotype est une juvénile.

## Publication originale
- Bryant, 1923 : Report on the spiders collected by the Barbados-Antigua Expedition from the University of Iowa in 1918. University of Iowa Studies in Natural History, vol. 10, no 3, p. 10-16 (texte intégral).